# Joshua Clayton

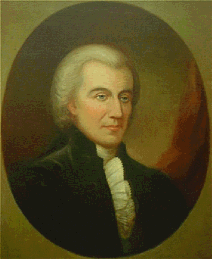
Joshua Clayton

Joshua Clayton (* 20. Juli 1744 in Wyoming, Delaware Colony; † 11. August 1798 in Philadelphia, Pennsylvania) war ein US-amerikanischer Politiker und von 1789 bis 1796 Präsident bzw. Gouverneur des Bundesstaates Delaware. Im Jahr 1798 vertrat er seinen Staat im US-Senat.

## Frühe Jahre und politischer Aufstieg
Joshua Clayton besuchte die University of Pennsylvania, an der er bis 1762 Medizin studierte. Danach ließ er sich in Middletown als Arzt nieder. Während des Unabhängigkeitskrieges war er Major und diente zunächst in einer Einheit aus Maryland. Zeitweise war er Stabsarzt im Hauptquartier von General George Washington.
Zwischen 1782 und 1784 war Clayton Mitglied des Provinzialkongresses und zwischen 1785 und 1787 gehörte er dem Repräsentantenhaus von Delaware an. In dieser Zeit war er auch Richter an einem Berufungsgericht. Im Jahr 1786 wurde er Finanzminister des Staates Delaware. Im Jahr 1789 war er einer der Mitbegründer der Medizinischen Gesellschaft von Delaware.

## Präsident und Gouverneur von Delaware
Am 2. Juni 1789 wurde er von der Legislative zum neuen und letzten Präsidenten von Delaware gewählt. Dieses Amt übte er bis 1793 aus. In dieser Zeit wurde die Staatsverfassung geändert. Der Titel eines Präsidenten von Delaware wurde abgeschafft und dafür das Amt des Gouverneurs geschaffen. Laut der neuen Verfassung wurde der Gouverneur nun direkt vom Volk gewählt. Am 2. Oktober wurde Joshua Clayton als Kandidat der Föderalistischen Partei zum ersten Gouverneur gewählt. Dieses Amt trat er am 1. Januar 1793 an. In seiner Amtszeit wurden Hahnenkämpfe, Schießwettbewerbe und Pferderennen in Delaware verboten. Damals wurde auch ein Gesetz erlassen, das den Armen staatliche Hilfe gewährte. Die Knüpfung des Wahlrechts an das Eigentum wurde aufgehoben. Nach Ablauf seiner dreijährigen Amtszeit durfte Clayton entsprechend der neuen Staatsverfassung nicht direkt für eine zweite Wiederwahl kandidieren. Daher musste er am 19. Januar 1796 aus seinem Amt ausscheiden.

## US-Kongress und Lebensende
Im Jahr 1798 wurde Joshua Clayton zum Nachfolger des zurückgetretenen  Class-2-Senators John M. Vining ernannt. Clayton trat sein neues Amt am 19. Januar 1798 an und übte es bis zu seinem Tod am 11. August desselben Jahres aus. Sein Sitz im US-Kongress ging dann an William H. Wells. Joshua Clayton war mit Rachel McCleary verheiratet, mit der er drei Kinder hatte. Sein Sohn Thomas Clayton (1777–1854) wurde ebenfalls Politiker und diente von 1824 bis 1847 mit einer Unterbrechung ebenfalls im US-Senat. Auch sein Neffe John Middleton Clayton (1796–1856) war zwischen 1829 und 1856 mehrfach Senator sowie von 1849 bis 1850 US-Außenminister.